# OR8B4
OR8B4 (англ. Olfactory receptor family 8 subfamily B member 4 (gene/pseudogene)) – білок, який кодується однойменним геном, розташованим у людей на короткому плечі 11-ї хромосоми. Довжина поліпептидного ланцюга білка становить 309 амінокислот, а молекулярна маса — 34 404.
| 10         |  | 20         |  | 30         |  | 40         |  | 50         |
| ---------- |  | ---------- |  | ---------- |  | ---------- |  | ---------- |
| MTLRNSSSVT |  | EFILVGLSEQ |  | PELQLPLFLL |  | FLGIYVFTVV |  | GNLGLITLIG |
| INPSLHTPMY |  | FFLFNLSFID |  | LCYSCVFTPK |  | MLNDFVSESI |  | ISYVGCMTQL |
| FFFCFFVNSE |  | CYVLVSMAYD |  | RYVAICNPLL |  | YMVTMSPRVC |  | FLLMFGSYVV |
| GFAGAMAHTG |  | SMLRLTFCDS |  | NVIDHYLCDV |  | LPLLQLSCTS |  | THVSELVFFI |
| VVGVITMLSS |  | ISIVISYALI |  | LSNILCIPSA |  | EGRSKAFSTW |  | GSHIIAVALF |
| FGSGTFTYLT |  | TSFPGSMNHG |  | RFASVFYTNV |  | VPMLNPSIYS |  | LRNKDDKLAL |
| GKTLKRVLF  |  |            |  |            |  |            |  |            |

A: Аланін

C: Цистеїн

D: Аспарагінова кислота

E: Глутамінова кислота

F: Фенілаланін

G: Гліцин

H: Гістидин

I: Ізолейцин

K: Лізин

L: Лейцин

M: Метіонін

N: Аспарагін

P: Пролін

Q: Глутамін

R: Аргінін

S: Серин

T: Треонін

V: Валін

W: Триптофан

Кодований геном білок за функціями належить до рецепторів, g-білокспряжених рецепторів, білків внутрішньоклітинного сигналінгу. 
Локалізований у клітинній мембрані, мембрані.